# Cuore (roman)
Cuore (în italiană Cuore ) este un roman pentru copii scris de Edmondo De Amicis și publicat la 17 octombrie 1886, ziua deschiderii școlilor italiene, la editura Emilio Treves. El se prezintă ca un jurnal al unui școlar italian în cursul anului școlar 1881-1882.

## Prezentare
Povestea se desfășoară pe cursul a celor nouă luni ale anului școlar 1881-1882, adică de la 17 octombrie 1881 până la 10 iulie 1882. Ea este prezentată ca jurnalul lui Enrico Bottini, de 10 ani, un elev de clasa a III-a primară la școala Baretti din Torino. Acesta regăsește, în 1885, pe când era la liceu, caietul său de școlar, și îl rescrie comentându-l.
Alte povești sunt țesute în jurul acțiunii centrale, mai ales « povestirile lunare » relatate elevilor de învățător și care aduc în scenă copii eroi din perioada Războiului pentru Independență. Aceste povestiri permit de asemenea prezentarea diferitelor regiuni ale Italiei reunificate. 
- Octombrie : « Micul patriot padovan »
- Noiembrie : « Micul cercetaș lombard »
- Decembrie : « Micul copist florentin »
- Ianuarie : « Micul toboșar sard »
- Februarie : « Infirmierul tatei »
- Martie : « Sânge romaniol »
- Aprilie : « Virtutea cetățenească »
- Mai : « De la Apenini la Anzi »
- Iunie : « Naufragiul »

## Analiză și comentariu
Edmondo De Amicis a mărturisit în 1878 viitorilor săi editori Emilio și Giuseppe Treves intenția sa de a scrie un roman despre copilărie și prietenie, care ar pune în valoare rolul școlii. Alegerea anului școlar 1881-1882 i-a permis să evoce crearea recentă a Italiei, citând de exemplu moartea lui Garibaldi la 2 iunie 1882. Diferitele războaie pentru independență sunt evocate în « povestirile lunare ».
Legea Casati din 1859, adoptată de Regatul Sardiniei și extinsă ulterior în întreaga Italie, completată de Legea Coppino din 15 iulie 1877, instaura obligativitatea și gratuitatea școlarizării primare a copiilor de ambele sexe.
Cuore se apropie de alte opere ale literaturii italiene pentru copii: operele lui Cesare Balbo, cele ale lui Cesare Cantù, sau Giannetto de Alessandro Luigi Parravicini. O asemănare se poate face cu Le Tour de la France par deux enfants de G. Bruno, apărut în 1877, dar mai puțin naționalist, căci patriotismul lui Edmondo De Amicis nu are ca sursă de inspirație o înfrângere italiană și o reducere a teritoriului .
Cartea a cunoscut un enorm succes, fiind reeeditată de 40 de ori în câteva luni, tradusă în zeci de limbi (în prezent există mai mult de 200 de traduceri ). Umberto Eco a scris un Elogiu lui Franti, în care critică dimensiunea naționalistă și reacționară a cărții.

## Adaptări
Cartea "Cuore" a fost adaptată cinematografic.
- În 1948, o adaptare de Duilio Coletti, cu Vittorio De Sica ca actor
- 1959 De la Apenini la Anzi (Dagli Appennini alle Ande), regia Folco Quilici
- 1973 Cuore (Cuore), regia Romano Scavolini
- În 1984, o altă adaptare, mai cunoscută, de Luigi Comencini : Cuore
- În 2000, un serial de televiziune regizat de Maurizio Zaccaro și având ca interpreți pe Giulio Scarpati și Anna Valle, a rulat la Canale 5
- Plecând de la povestirea De la Apenini la Anzi (una din « povestirile lunare »), a fost realizat un serial japonez de desene animate de 52 episoade (Marco (Haha wo tazunete sanzenri)), în 1976 de Nippon Animation.
- Un alt serial de desene animate de 26 episoade a fost produs în 1981 și inspirat din această carte (Ai no Gakko Cuore Monogatari)

Romanul a fost, de asemenea, parodiat:
- Giobbe Covatta a publicat în 1993 Pancréas - Transplantation du Livre-Cœur (Pancreas - Trapianto del libro Cuore) la éditions Salani.
- Federico Maria Sardelli a realizat o parodie satirică cu titlul Il Libro Cuore (forse)

## Literatură
- De Amicis, Edmondo, Cuore, tradus de Alina Mirea și George Lăzărescu, București, 1957: Editura Tineretului, 128 pag.;